# Kateryna Hubarjewa

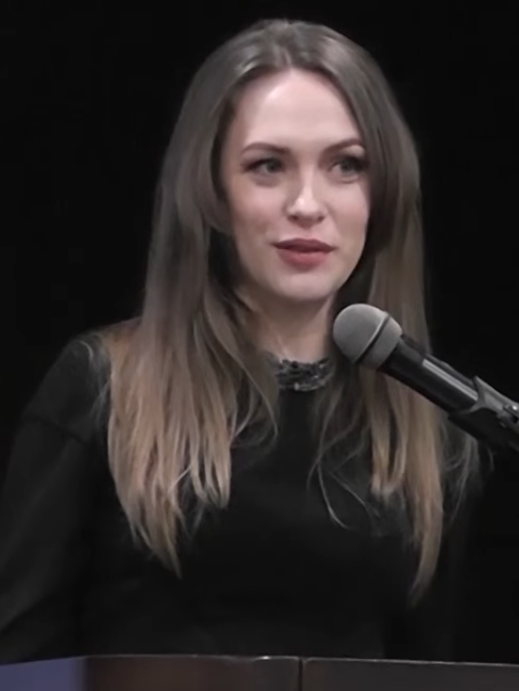
Kateryna Hubarjewa, 2015

Kateryna Jurijiwna Hubarjewa (ukrainisch Катерина Юріївна Губарєва, * 5. Juli 1983 in Kachowka, Oblast Cherson, Ukrainische SSR) war 2014 für wenige Monate „Ministerin für Auswärtige Angelegenheiten“ der international nicht anerkannten „Volksrepublik Donezk“. Seit 2022 ist sie wegen Wirtschaftskriminalität in russischer Haft.

## Leben
Hubarjewa besuchte eine Oberschule in Kachowka, die sie 2000 abschloss. Anschließend studierte sie an der Nationalen Technischen Universität Donezk, wo sie 2005 ihren Abschluss machte. Dort lernte sie ihren zukünftigen Ehemann Pawlo Hubarjew kennen. Das Paar hat drei Kinder.
Gabarewa malt und ihre Bilder wurden in einer Galerie in Donezk ausgestellt.

## Ukraine-Krieg
Nachdem Hubarjewas Ehemann Pawlo, der sich zum „Volksgouverneur“ von Donezk ernannt hatte, Anfang März in Donezk verhaftet und nach Kiew gebracht wurde, floh Hubarjewa mit ihren Kindern nach Rostow am Don. Dort leitete sie Schmuggellieferungen aus Russland nach Donezk. Sie behauptete, es handele sich um humanitäre Güter und diese Vorräte kämen ausschließlich von „privaten Spendern“. Dass dabei auch militärische Ausrüstung geliefert wurde, bestritt sie. Ein Teil der Hilfsgüter wurde an das Igor Strelkow unterstellte „Bataillon Noworossija“ geliefert.
Sie wurde von Alexander Dugin beraten. Er versicherte ihr, dass Russland die Separatisten voll unterstütze und die Unabhängigkeit der Süd- und Ostukraine anstrebe. Alle örtlichen Politiker, die an der nächsten ukrainischen Präsidentschaftswahl teilnehmen, sollten als Verräter angesehen werden, so Dugin. Außerdem riet er Hubarjewa, auf keine Kompromisse mit Kiew einzugehen, sondern radikal zu handeln.
Im April 2014 wurde Hubarjewa zur „Ministerin für Auswärtige Angelegenheiten“ der „Volksrepublik Donezk“ ernannt.
Am 25. Juli 2014 wurde sie zusammen mit ihrem Ehemann im Zusammenhang mit der russischen Annexion der Krim auf die Sanktionsliste der Europäischen Union gesetzt. Ihr wird vorgeworfen, die territoriale Unversehrtheit, Souveränität und Unabhängigkeit der Ukraine zu untergraben und dass ihr Bankkonto zur Finanzierung illegaler Separatistengruppen genutzt werde. Am 5. August 2014 verhängte auch die Schweiz Sanktionen gegen Hubarjewa, gefolgt von Kanada am 6. August 2014. Hubarjewa wurde auch auf der Liste der Specially Designated Nationals and Blocked Persons der USA im März 2015 gesetzt.
Laut RIA Novosti wurde Guberewa im August 2014 aus unbekannten Gründen als „Minister für Auswärtige Angelegenheiten“ ersetzt. Ihr Nachfolger wurde der ehemalige Vizepräsident Transnistriens Alexander Karaman. Zuvor sei sie von „Premierminister“ Alexander Borodai wegen unvollständiger dienstlicher Eignung verwarnt worden.
Nachdem im Oktober 2014 Hubarjewas Ehemann, der auch der Vorsitzende der Partei „Neurussland“ (Partija Noworossija/PN) war, bei einem Beschuss seines Autos verletzt worden war, kündigte Hubarjewa am folgenden Tag an, dass sie vorübergehend an seiner Stelle zur kommissarischen Vorsitzenden der Partei ernannt worden sei. Nachdem sie kurz darauf spurlos verschwand, teilte die Nachrichtenagentur Tass unter Berufung auf russische Strafverfolgungsbehörden am 16. November 2022 mit, dass Hubarjewa wegen eines Wirtschaftsverbrechens verhaftet worden sein soll.